# Коряков, Юрий Борисович
Ю́рий Бори́сович Коряко́в (род. 16 января 1976, Ростов-на-Дону) — российский лингвист, специалист по созданию лингвистических карт и атласов, показывающих географическое распределение языков; карты создаются как для многотомного издания «Языки мира», так и для множества других работ. Кандидат филологических наук, старший научный сотрудник Института языкознания РАН. 

## Биография
Родился 16 января 1976 года Ростове-на-Дону.
В 1998 году окончил Отделение теоретической и прикладной лингвистики МГУ им. М. В. Ломоносова по специальности «Теоретическая и прикладная лингвистика». Тема дипломной работы: «Количественные отношения гласных в языках Европы» (научный руководитель — С. В. Кодзасов).
В 1998—2001 годах учился в очной аспирантуре филологического факультета МГУ.
В 2002 году защитил кандидатскую диссертацию «Языковая ситуация в Белоруссии и типология языковых ситуаций» в МГУ (научный руководитель В. М. Алпатов).
С 1999 года работает в группе «Языки мира» (ныне сектор ареальной лингвистики) Института языкознания РАН: сначала как внештатный сотрудник, с 2002 года — в штате. По совместительству работает также в Международной лаборатории языковой конвергенции НИУ ВШЭ.
Является руководителем проекта «Языки России», посвящённого составлению обновляемого актуального списка языков России.

## Научные работы
- Количественные отношения гласных в языках Европы // Труды Международного семинара «Диалог ’98» по компьютерной лингвистике и её приложениям. Том 1. Казань, 1998. Стр. 331—339.
- Российская лингвистика и лингвистические ресурсы в Интернете (с Т. А. Майсаком) // Труды Международного семинара «Диалог ’99» по компьютерной лингвистике и её приложениям. Том 2. Таруса, 1999. Стр. 356—368.
- Языковая ситуация в Беларуси // Вторая зимняя типологическая школа: Международная школа-семинар молодых учёных по лингвистической типологии и антропологии. М., 2000. Стр. 142—143.
- Систематика языков мира и базы данных в интернете (с Т. А. Майсаком) // Труды Международного семинара «Диалог '2001» по компьютерной лингвистике и её приложениям. Том 2. М., Аксаково, 2001. Стр. 215—229.
- Языковая ситуация в Белоруссии // Вопросы языкознания. № 2. 2002. Стр. 109—127.
- Обзор языковых семей мира на основе генеалогической классификации языков // Будагов Р. А. Введение в науку о языке. М., 2003.
- К типологии межзубных согласных // Фонетика и нефонетика. К 70-летию Сандро В. Кодзасова. Ред. коллегия: А. В. Архипов, Л. М. Захаров, А. А. Кибрик, А. Е. Кибрик, И. М. Кобозева, О. Ф. Кривнова, Е. А. Лютикова, О. В. Фёдорова. М.: Языки славянских культур, 2008. Стр. 318—329.
- Глоссарий лингвонимов и этнонимов // Языки гэлао: Материалы к сопоставительному словарю кадайских языков / И. В. Самарина, О. М. Мазо, Нгуен Ван Лой, Нгуен Хыу Хоань и др. / Отв. ред. И. В. Самарина. ― М.: Academia, 2011[4].
- Молдавия : [арх. 21 октября 2022] / К. Г. Матей (Общие сведения, Население, Хозяйство), М. Н. Петрушина (Природа: физико-географический очерк), Ю. Б. Коряков(Население: этнический состав), А. А. Романчук (Исторический очерк), Р. А. Рабинович (Исторический очерк), Г. Д. Шкундин (Исторический очерк: до 1949), С. И. Чернявский (Исторический очерк: с 1988), А. А. Герцен, В. Д. Нестёркин (Вооружённые силы), В. С. Нечаев (Здравоохранение), В. И. Линдер (Спорт), Е. В. Фейгина (Литература), П. С. Павлинов (Изобразительное искусство и архитектура: архитектура до сер. 1950-х гг.), М. А. Белых (Музыка), Э. А. Королёва (Театр, Балет), А. М. Плэмэдялэ, Д. Олэреску, В. Типа (Кино), В. В. Кошкин (Цирк) // Меотская археологическая культура — Монголо-татарское нашествие. — М. : Большая российская энциклопедия, 2012. — С. 631–655. — (Большая российская энциклопедия : [в 35 т.] / гл. ред. Ю. С. Осипов ; 2004—2017, т. 20). — ISBN 978-5-85270-354-5.
- Проблема «язык или диалект» и попытка лексикостатистического подхода // Вопросы языкознания. — 2017. — № 6. — С. 79-101. — doi:10.31857/S0373658X0003839-1.